# Milan Antolković
Milan Antolković (Zagreb, 27. rujna 1915. – Zagreb, 27. lipnja 2007.), hrvatski nogometni reprezentativac i trener.

## Igračka karijera

### Klupska karijera
Karijeru započeo 1929., (kao 14-godišnjak) u zagrebačkom Maksimiru, potom 1932. nastavlja u zagrebačkom Građanskom s kojim osvaja dva prvenstva države, 1936./37. i 1939./40., zatim prvenstvo NDH 1943. Kao službenik PTT–a jedno je vrijeme boravio u Borovu i nastupao za domaći Bata Borovo. Kad se 1934. vratio u Zagreb ponovno je pristupio «purgerima». Odmah od promjene imena Građanskog u Dinamo 1945. godine nastavlja igrati za "purgere". 
U početku je igrao na mjestu vođe napada, a od 1936. i lijevog veznog. Tada je dosegao vrhunac svoje inače blistave karijere. Kao svestran nogometaš, nastupao je gotovo na svim mjestima u momčadi, a interesantno je da je jednom, 1938. zamijenio vratara Franju Glasera na vratima.

### Reprezentativna karijera
U razdoblju od 1937. do 1939. nastupao je 8 puta za jugoslavensku nogometnu reprezentaciju i postigao 1 pogodak. Prvi put je nastupio 1. kolovoza 1937. u Beogradu protiv Turske (3:1), a zadnji put 15. listopada 1939. u Zagrebu protiv Njemačke (1:5). Nastupio je 1 put i u B–sastavu SFRJ, te 11 puta u dresu gradske reprezentacije Zagreba.
Od 1940. do 1943. nastupio je 10 puta za hrvatsku nogometnu reprezentaciju i postigao tri pogotka.

## Trenerska karijera
Nakon igračke karijere posvetio se trenerskom zvanju. Vježbao je u početku, od 1948. do 1952., zagrebačke klubove Jedinstvo i Lokomotivu, zatim u 4 navrata Dinamo (od 1952. do 1966.), s kojim je osvojio 2 Kupa (1960. i 1963.) te izborio plasman u finale Kupa velesajamskih gradova (1963.). Trenirao je NK Zagreb, zatim austrijski klub Alpina–Donauwitz, a djelovao je kao trener i u Njemačkoj. Potom se vraća u domovinu. Bio je niz godina član stručnog stožera NK Dinama. U sezoni 1972./73. trenirao je momčad NK Osijeka.
Od 4. travnja 1965. do 1. lipnja 1966. bio je član izborne komisije u Jugoslavenskom nogometnom savezu i u tom razdoblju sudjelovao je 10 puta u sastavljanju reprezentacije bivše države, zajedno s Ljubom Lovrićem i Hugom Ruševljaninom. Bio je i trener olimpijskog i B–sastava Jugoslavije.

## Nagrade
Dobitnik je Državne nagrade za šport "Franjo Bučar" za životno djelo 2003. godine